# Menaforia pilosa
Menaforia pilosa är en stekelart som först beskrevs av Szepligeti 1916.  Menaforia pilosa ingår i släktet Menaforia och familjen brokparasitsteklar. Inga underarter finns listade i Catalogue of Life.